# Miroslav Soukup
Miroslav Soukup (Prachatice, Checoslovaquia, 13 de noviembre de 1965) es un exjugador y entrenador de fútbol checo. Actualmente está sin club.

## Carrera como entrenador
Fue uno de los entrenadores que lideró la exitosa selección de fútbol sub-20 de la República Checa, subcampeón en el Mundial Sub-20 de 2007 celebrado en Canadá y también fue entrenador de la selección sub-19 de la República Checa en el Campeonato Europeo de la UEFA Sub-19 del 2006. También fue entrenador de la selección de fútbol sub-20 de Egipto.
Se convirtió en el entrenador de 1. FC Slovácko, reemplazando a Josef Mazura el 18 de abril de 2010. Después de perder los primeros tres partidos de la Gambrinus liga 2012-13, Soukup fue relevado de sus funciones. Soukup no estuvo fuera del fútbol por mucho tiempo, ya que asumió el cargo en el SK Dynamo České Budějovice en septiembre de 2012 tras la destitución de František Cipro. No duró mucho ya que fue despedido en las vacaciones de invierno de la temporada 2012-13 después de una derrota por 6-1 partido amistoso ante Mladá Boleslav en febrero de 2013. El 13 de mayo de 2014 fue confirmado como entrenador de la selección de Yemen. El 27 de julio de 2016, Soukup fue nombrado nuevo entrenador de la selección de Baréin. Bajo su dirección, Baréin avanzó a la fase eliminatoria por primera vez desde 2004, y fue considerado un éxito. Pese a ello, el checo abandonó el cargo tras la Copa de Asia. Poco después fue recontratado por Yemen de cara a la Copa del Golfo.

## Clubes

### Como jugador
| Club                 | País            | Año       |
| -------------------- | --------------- | --------- |
| FK Tatran Prachatice | República Checa | 1983-1985 |
| RH Žižkov            | República Checa | 1985-1987 |
| FK Tatran Prachatice | República Checa | 1987-1990 |
| TV Freyung           | Alemania        | 1990-1995 |
| FC Salzweg           | Alemania        | 1995-1997 |
| TV Freyung           | Alemania        | 1997-2001 |

### Como entrenador
| Club                                   | País            | Año       |
| -------------------------------------- | --------------- | --------- |
| FK Tatran Prachatice                   | República Checa | 1995-2000 |
| FC Salzweg                             | Alemania        | 1995-1997 |
| TV Freyung                             | Alemania        | 1997-2001 |
| FK Tatran Prachatice                   | República Checa | 2001-2003 |
| České Budějovice sub-19                | República Checa | 2003-2004 |
| Selección sub-18 de la República Checa | República Checa | 2004-2005 |
| Selección sub-19 de la República Checa | República Checa | 2005-2006 |
| Selección sub-20 de la República Checa | República Checa | 2006-2007 |
| Selección sub-21 de la República Checa | República Checa | 2007-2008 |
| Selección sub-20 de Egipto             | Egipto          | 2008-2009 |
| Slovácko                               | República Checa | 2010-2012 |
| České Budějovice                       | República Checa | 2012-2013 |
| Selección de Yemen                     | Yemen           | 2014-2016 |
| Selección de Baréin                    | Baréin          | 2016-2019 |
| Selección sub-23 de Irak               | Irak            | 2021-2022 |
| Selección de Yemen                     | Yemen           | 2022-2024 |